# Ernest Puget
Pour les articles homonymes, voir Puget (homonymie).
Alfred Ernest Puget, né à Laigneville (Oise) le 27 mars 1836 et mort à Paris le 5 janvier 1894, est une personnalité de la Commune de Paris.

## Biographie
Il devient comptable après avoir été peintre sur porcelaine. 
Pendant le siège de Paris par les Allemands (septembre 1870-mars 1871), il commande le 157e bataillon de la Garde nationale. Le 26 mars, il est élu au Conseil de la Commune par le 19e arrondissement. Il siège à la commission du Travail et de l'Échange. Mais il consacre l'essentiel de ses activités à la XIXe légion de la Garde nationale qu'il commande. 
Après sa participation aux combats de la Semaine sanglante il s'enfuit en Suisse, et est condamné à mort par contumace en janvier 1873. Il revient à Paris après l'amnistie de 1880.

### Notices biographiques
- Jules Clère, Les hommes de la Commune : Biographie complète de tous ses membres, Paris, Libraire-éditeur É. Dentu, 1871, xiv-195, 1 vol. in-18 (OCLC 457798492, lire en ligne sur Gallica), p. 133-134
  - Jules Clère, Les hommes de la Commune : Biographie complète de tous ses membres, Paris, Libraire-éditeur É. Dentu, 1871, 4e éd. (1re éd. 1871), vi-215, 1 vol. in-18 (lire en ligne sur Gallica), p. 147-149
- Paul Delion, Les membres de la Commune et du Comité central, Paris, A. Lemerre éditeur, août 1871, 446 p. (lire en ligne sur Gallica), p. 171
- Bernard Noël, Dictionnaire de la Commune, Coaraze, L'Amourier éditions, coll. « Bio », avril 2021 (1re éd. 1971), 799 p. (ISBN 978-2-36418-060-4, ISSN 2259-6976, présentation en ligne), p. 664
- « Notice Puget Ernest, Alfred », sur maitron.fr, Le Maitron, dictionnaire bibliographique du mouvement ouvrier et du mouvement social, Association Les Amis du Maitron (consulté le 17 août 2021)